# Bernard Thompson
Bernard Louis Thompson (* 30. August 1962 in Phoenix, Arizona) ist ein ehemaliger US-amerikanischer Basketballspieler.

## Karriere
Thompson spielte als Schüler für die Mannschaft der South Mountain High School in seiner Heimatstadt Phoenix und studierte ab 1980 an der California State University, Fresno, wo er für die Hochschulmannschaft Bulldogs in der damaligen Big West Conference der NCAA spielte. Dies fiel in die erfolgreichste Phase der Basketballmannschaft der Hochschule, als man es viermal hintereinander ins Finale des Meisterschaftsturniers der Big West schaffte und es dreimal gewann. In der folgenden Endrunde um die NCAA-Meisterschaft schied man bis auf eine Zweitrundenteilnahme 1982 jeweils in der ersten Runde aus. Nach der Niederlage 1983 nach Verlängerung im Big West-Meisterschaftsfinale war man nicht für die Endrunde qualifiziert und nahm am National Invitation Tournament teil, das man 1983 gewann. In einem legendebildenden NBA-Draft 1984, in dem vier spätere Mitglieder der Naismith Memorial Basketball Hall of Fame ausgewählt wurden, wurde Thompson früh in der ersten Runde an 19. Stelle von den Portland Trail Blazers ausgewählt. Thompson war der erste Spieler der California State University, Fresno, der bei dem Auswahlverfahren in der ersten Runde aufgerufen wurde.
In der NBA absolvierte Thompson von 1984 bis 1989 206 Spiele Trail Blazers, Phoenix Suns und Houston Rockets. Nach Engagements in Israel, Japan und Chile wechselte er im Laufe der Saison 1994/95 in die Basketball-Bundesliga nach Deutschland zu TVG Trier und trug dort maßgeblich zum Klassenerhalt bei. Ab 1996 stand er bei den Moselstädtern dann nochmals fünf Jahre als Spieler unter Vertrag, in dieser Zeit gewann er zweimal den deutschen Pokal (1998, 2001). Beim Pokalsieg 1998 war er im Endspiel gegen Rhöndorf der entscheidende Mann, als er zunächst eine Verlängerung erzwang, in der er dann ebenfalls großen Anteil am Sieg hatte. Thompson zeichneten insbesondere sein Einsatzwille sowie seine Einstellung aus. Das Fachblatt Basketball schrieb im Jahr 2000: „Noch wichtiger als der statistische Leistungsbeleg ist die vorgelebte Professionalität des ehemaligen NBA-Akteurs.“ Er brachte es in der Bundesliga auf insgesamt 3165 Punkte.
Als Trainer war Thompson an der University of Santa Cruz tätig, in der Saison 2002/03 dann beim TBB Trier. Unter seiner Leitung wurde Trier Tabellenletzter der Bundesliga, er erhielt anschließend keinen neuen Vertrag vom TBB. Danach arbeitete er als Assistenztrainer bei den Arizona Rhinos in der US-Liga ABA. Thompson übernahm im Schuldienst aushilfsweise Lehrtätigkeiten und gründete ein Unternehmen mit Sitz in Ravenden (US-Bundesstaat Arkansas), mit dem er Trainingsveranstaltungen für Jugendliche durchführt.